# Walter Mondale
Walter Frederick "Fritz" Mondale (født 5. januar 1928, død 19. april 2021) var en amerikansk politiker, der var vicepræsident i 1977-81, under Jimmy Carter. Han var demokraternes præsidentkandidat i 1984.
Walter Mondale blev født i Ceylon, Minnesota. Han var tidligt interesseret i politik: allerede som 20-årig hjalp han ved demokraten Hubert Humphreys Senatvalg i 1948.

## Politisk karriere
Mondale blev selv senator i 1964, for delstaten Minnesota. I 1976, blev han valgt som kandidat til vicepræsident af Jimmy Carter, og de vandt præsidentvalget 1976. De blev ikke genvalgt ved valget i 1980.
I 1984 var Mondale demokraternes præsidentkandidat, men han tabte til Ronald Reagan. Under valgkampen vakte han opsigt ved at udpege den første kvindelige vicepræsidentkandidat nogensinde, Geraldine Ferraro. Under Bill Clinton var han ambassadør i Japan 1993-96.
I 2021 døde han, i en alder af 93 år.